# The Lover (serie de televisión)
The Lover (en hangul, 더 러버) es una serie de televisión surcoreana transmitida por Mnet desde el 2 de abril hasta el 25 de junio de 2015, se centra en un edificio ubicado en Seúl donde diferentes parejas tienen diferentes formas de amar, con un formato que se adapta al de un programa de telerrealidad, debido a que van mostrando las principales actividades en el edificio al pasar el día en orden cronológico, sumado a una misteriosa cuenta regresiva.
Es protagonizada por Oh Jung-se, Ryu Hyun Kyung, Jung Joon Young, Choi Yeo Jin, Park Jong Hwan, Ha Eun Seol, Takuya Terada y Lee Jae-joon. Debido al contenido inadecuado mostrado en la serie y pasar a llevar el Artículo n° 27 de la constitución surcoreana, en lo referente a comportamiento decente, la comisión de comunicaciones de Corea decidió multar a Mnet con ₩ 20 millones.

## Sinopsis
La serie cuenta las historias de cuatro parejas que viven en el mismo edificio, Oh Do Si (Oh Jung Se) y Ryoo Doo Ri (Ryu Hyun Kyung) son la pareja principal dentro de la serie, después de treinta años en una relación deciden vivir juntos y alquilar un apartamento. Suelen ser visitados en muchas ocasiones por el hermano de Doo Ri, que no es del agrado de Jung Se y que posee un particular corte de cabello.
Choi Jin Nyeo (Choi Yeo Jin) y Jeong Joon Yeong (Jung Joon Young) son la segunda pareja, poseen doce años de diferencia en edad y llevan un año viviendo juntos, Yeo Jin es un famoso cantante y sabe tocar guitarra, mientras que Joon Yeong es una mujer de más edad que se vuelve loca por el, pero Joon Yeong pese a darle más de algún problema, es un buen tipo en el fondo, y ella nunca puede llegar a enojarse con él por mucho tiempo. 
Ha Eun Seol (Ha Eun Sul) y el Park Hwan Jong (Park Jong Hwan) interpretan a una pareja veinteañera que acaban de mudarse juntos. Ella posee adicción a la comida, permaneciendo largos tiempos ingiriendo grandes cantidades y gustos por el Bondage, además trata de mantener la apariencia ante su novio que no lo quiere, por lo que trata incansablemente para mantener la ilusión.
Lee Joon-jae (Lee Jae-joon)interpreta a un solitario chico, pero se ve obligado a conseguir un compañero de piso por razones financieras. Debido a su dificultad y sus no ganas de mantener lazos con personas, decide que su compañero de piso debe ser un extranjero que no hable coreano, para mantener el menor contacto posible, ante esto llega Takuya (Takuya Terada) un joven japonés quien se convierte en su compañero de piso, el viaja por el mundo entero con Seúl, como último destino antes de volver a su país, al llegar al lado de Jae Joon, tiene el pensamiento de que él está perdiendo su juventud encerrado y que es aburrido, por lo que trata de formar un lazo y tener algo más que ser solo compañeros de piso, involucrándose en su vida cotidiana, pero al pasar el tiempo se terminan enamorándose, ante esto Jae Joon que posee una novia, decide romper con ella, con la esperanza de obtener el corazón de Takuya, quien esta punto de irse.
Sung Min Jae (Sung Kyu Chan) es el administrador del edificio, se caracteriza por ser entrometido y de personalidad extremadamente relajada para su ocupación, viste generalmente pijama la mayor parte del día y es el único que sabe acerca de la demolición del edificio.

## Reparto
Apartamento 609
- Oh Jung-se como Oh Do Si.
- Ryu Hyun Kyung como Ryu Doo Ri.

Apartamento 610
- Jung Joon Young como Jung Young Joon.
- Choi Yeo Jin como Man Go.

Apartamento 510
- Park Jong Hwan como Park Hwan Jong.
- Ha Eun Seol como Ha Seol Eun.

Apartamento 709
- Takuya Terada como Takuya.
- Lee Jae-joon como Lee Joon Jae.

### Otros
- Sung Kyu Chan como Sung Min Jae.

Apariciones especiales
- Kang Kyun Sung
- Kim Bu Seon
- Trashest
- Kim Pung
- Woo Hee
- Hae Ryun
- Dick Punks
- Jo Eun Ji
- Kim Kyung Jin